# فريدريك غوردون برادلي
فريدريك غوردون برادلي (بالإنجليزية: Frederick Gordon Bradley)‏ هو سياسي كندي، ولد في 21 مارس 1886 في سانت جونز في كندا، وتوفي في 30 مارس 1966. حزبياً، نشط في الحزب الليبرالي الكندي. وقد انتخب عضو مجلس الشيوخ الكندي وانتخب عضو مجلس العموم الكندي.